# Aeroportul Raglan
Aeroportul Raglan (IATA: RAG, ICAO: NZRA) este un aeroport din Waikato District⁠(d), Waikato⁠(d), Noua Zeelandă.
aeroportul dispune de o singură pistă.